# Sicanos

Distribuição das antigas populações indígenas da Sicília.

Os sicanos ou sícanos (em grego Σικανοί; em latim sǐcāni) eram um antigo povo da Sicília. Tucídides  escreve que, após os Ciclopes e Lestrigões, os Sicanos foram os próximos a estabelecer-se na Sicília. Viveram antes na Ibéria perto do rio Sicano mas foram expulsos dali pelos lígures. Contudo, Tucídides amplia a Ibéria para leste, até o Ródano; o Sicano pode ter sido um rio da Gália (alguns ainda propõem que o nome Sicano correspondia á deusa Sequana; do rio Sena em França ou ao rio Séqua no Algarve).
Supôs-se que os sicanos estabeleceram-se no Lácio ao longo do rio Tibre, mas foram outra vez conduzidos dali por grupos nativos e levados para o sul da península Itálica. Permaneceram ali por um tempo, vivendo junto aos enótrios, mas parece que a maior parte dos Sicanos cruzou o estreito até à Sicília (então conhecida como Trinácria). Disse-se que habitaram na parte maior da Trinácria nos tempos antigos, pelo qual Trinácria passou a ser conhecida como Sicânia.
Mais tarde, os elímios, talvez colonos oriundos da Anatólia, assentaram-se perto dos sicanos no noroeste da Sicília. Com a chegada dos sículos, os sicanos habitariam sobretudo o noroeste da Sicília, que seria conhecida como Sicânia, enquanto o resto da ilha seria conhecida como Sicília. As cidades sicanas mais importantes foram Herbita, Câmico, Agírio, Adrano, Ena, e Onfaces.

## Língua sicana
Foram encontradas algumas curtas inscrições em língua sicana com uso do alfabeto grego. Excetuando o caso de nomes, tais inscrições não foram traduzidas e a língua sicana permanece por classificar devido à falta de dados.

## Ligaçoes externas
- A morte de Minos na Sicília (it.)
- Os Sicanos, por Vincenzo Salerno(em inglês)